# Tephrina delineata
Tephrina delineata là một loài bướm đêm trong họ Geometridae.